# Reptile Ride
Reptile Ride – trzeci album studyjny fińskiego zespołu Amoral. Wydawnictwo ukazało się 15 sierpnia 2007 roku nakładem wytwórni muzycznej Spikefarm Records.
Album dotarł do 5. miejsca fińskiej listy przebojów - Suomen virallinen lista

## Lista utworów
Opracowano na podstawie materiału źródłowego. 
| Nr | Tytuł utworu             | Słowa            | Muzyka                         | Długość |
| -- | ------------------------ | ---------------- | ------------------------------ | ------- |
| 1. | „Leave Your Dead Behind” | Niko Kalliojärvi | Ben Varon, Silver Ots          | 05:00   |
| 2. | „Nervasion”              | Niko Kalliojärvi | Ben Varon                      | 04:27   |
| 3. | „Hang Me High”           | Niko Kalliojärvi | Ben Varon, Silver Ots          | 03:11   |
| 4. | „Mute”                   | Niko Kalliojärvi | Ben Varon, Silver Ots          | 04:32   |
| 5. | „Few and Far Between”    | Niko Kalliojärvi | Ben Varon, Silver Ots          | 05:44   |
| 6. | „Snake Skin Saddle”      | Ben Varon        | Ben Varon, Silver Ots          | 04:20   |
| 7. | „D-Drop Bop”             | Ben Varon        | Erkki Silvennoinen, Silver Ots | 03:08   |
| 8. | „Apocalyptic Sci-Fi Fun” | Ben Varon        | Ben Varon, Silver Ots          | 05:39   |
| 9. | „Pusher”                 | Niko Kalliojärvi | Ben Varon, Silver Ots          | 05:44   |
|    |                          |                  |                                | 41:45   |